# 四川申果庄省级自然保护区
四川申果庄省级自然保护区位于中国四川省凉山彝族自治州越西县东部，地处四川盆地与云贵高原过渡带，横断山脉东缘。保护区的主要保护对象包括大熊猫、普雄原鲵、珙桐、红豆杉等珍稀濒危野生动植物及其栖息环境。总面积33,700公顷。
保护区内气候属中亚热带季风性湿润气候，雨量充沛、干湿分明，并呈现明显的垂直气候变化。
植被类型以亚热带常绿阔叶林和亚热带针叶林为主，森林覆盖率达36.78%。